# 강화 정수사 법당
강화 정수사 법당(江華 淨水寺 法堂)은 인천광역시 강화군 화도면 정수사에 있는 조선 시대의 건축물이다. 1963년 1월 21일 대한민국의 보물 제161호로 지정되었다.

## 개요
정수사는 신라 선덕여왕 8년(639) 회정선사가 세웠고 조선시대 세종 8년(1426)에 함허대사가 다시 지었는데, 건물 서쪽에서 맑은 물이 솟아나는 것을 보고 이름을 정수사라 고쳤다고 한다.
이 법당은 석가모니불상을 모신 대웅보전으로, 1957년 보수공사 때 숙종 15년(1689)에 수리하면서 적은 기록을 찾아냈다. 기록에 따르면 세종 5년(1423)에 새로 고쳐 지은 것이다.
규모는 앞면 3칸·옆면 4칸이지만 원래는 툇마루가 없이 앞면과 옆면이 3칸 건물이었던 것으로 추정한다. 지붕은 옆면에서 볼 때 사람 인(人)자 모양을 한 맞배지붕이고, 지붕 무게를 받치기 위해 장식하여 만든 공포가 기둥 위에만 있는 주심포 양식으로 앞뒷면이 서로 다르게 나타나고 있다. 이것은 앞면 퇴칸이 후대에 다시 설치되었다는 것을 뜻한다. 앞쪽 창호의 가운데 문은 꽃병에 꽃을 꽂은 듯 화려한 조각을 새겨 뛰어난 솜씨를 엿보게 한다.

## 현지 안내문

### 국문 설명
강화 정수사 법당
江華 淨水寺 法堂
보물 제161호
강화 정수사는 신라 선덕여왕 8년(639) 회정선사가 지었다고 전하며 조선 시대 세종 8년(1426)에 함허대사가 다시 지었다. 본래는 정수사(精修寺)였으나 다시 지을 때 건물 서쪽에서 맑은 물이 솟아나는 것을 보고 이름을 정수사(淨水寺)로 고쳤다고 한다.
강화 정수사 법당은 석가모니불상을 모신 대웅보전이다. 1957년 보수 공사 때 발견한 숙종 15년(1689)에 수리하면서 적은 기록을 보면 세종 5년(1423)에 지은 것임을 알 수 있다.
규모는 앞면 세 칸, 옆면 네 칸이지만 원래는 툇마루가 없이 앞면과 옆면이 3칸 건물이었던 것으로 추정한다. 지붕은 옆면에서 볼 때 사람인(人) 자 모양을 한 맞배지붕이고, 지붕 처마 무게를 받치는 구조인 공포가 기둥 위에만 있는 주심포 양식이다. 건물의 앞뒷면이 서로 다르게 나타나고 있다. 이것은 앞면의 공포 장식이 다른데, 이는 앞면 툇마루가 후대에 다시 설치되었다는 것을 뜻한다. 앞면 중앙 출입문의 꽃 창살은 특이하게 통판에 조각되었으며, 꽃병에 연꽃과 모란이 담겨 있는 화려한 문양이 조각되어 있다. 건물 앞면에 툇마루가 있는 특이한 법당 구조가 가치를 인정받아 보물로 지정되었다.

### 영문 설명
Main Buddha Hall of Jeongsusa Temple, Ganghwa
Treasure No. 161
This Buddhist worship hall, named Daeungbojeon Hall, enshrines a statue of Sakyamuni Buddha. It is the main hall of Jeongsusa Temple.
Jeongsusa Temple is said to have been first established by Master Monk Hoejeong in 639 during the Silla period (18 BCE-935 CE). It was named Jeongsusa (精修寺), meaning “temple of cultivating essence.” It was expanded in 1426 during the Joseon period (1392-1910) by Buddhist Monk Hamheo. At this time, Hamheo changed the temple’s name to mean “temple of clean water (精修寺),” after seeing clear water shoot up from a spring to the west of the temple buildings. The Chinese characters of the new name are homophonous with the original name, so the pronunciation of the temple’s name stayed as Jeongsusa.
It is unknown when this building was first built, but it was rebuilt in 1423, repaired in 1689, and renovated in 1957.
There is a wide wooden veranda along the building’s facade which is unusual for a Buddhist worship hall. It is presumed that this is not a part of the original design of the building, but rather a feature that was added at some point during past renovations. This is because the pitch of the front and back of the gable roof is asymmetrical, extending further in the front, which is not a typical design. The building also features four ornately-decorated floral window lattices carved out of wood panels which depict vases, lotuses, and peonies.

## 같이 보기
- 정수사

## 사진

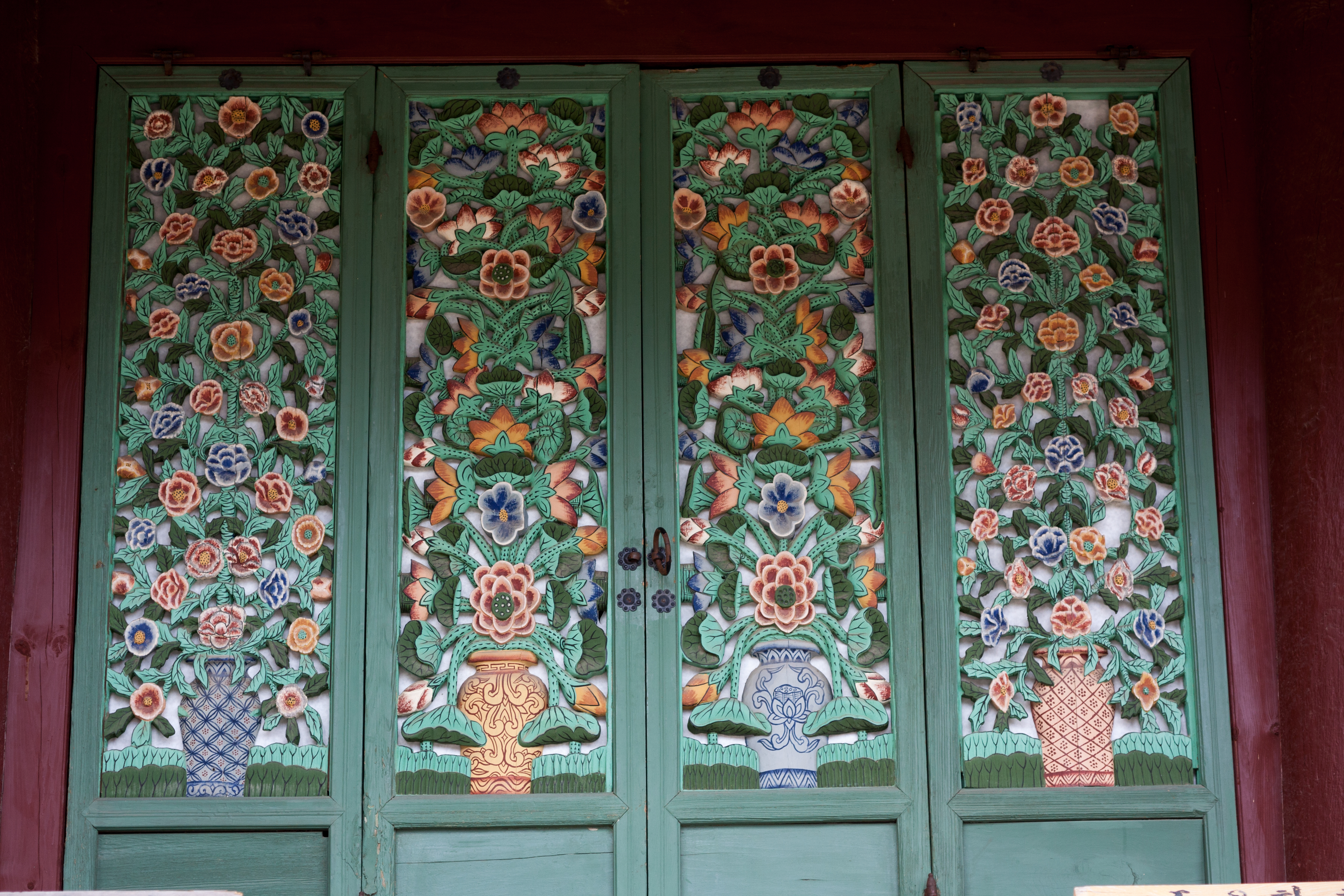
창호
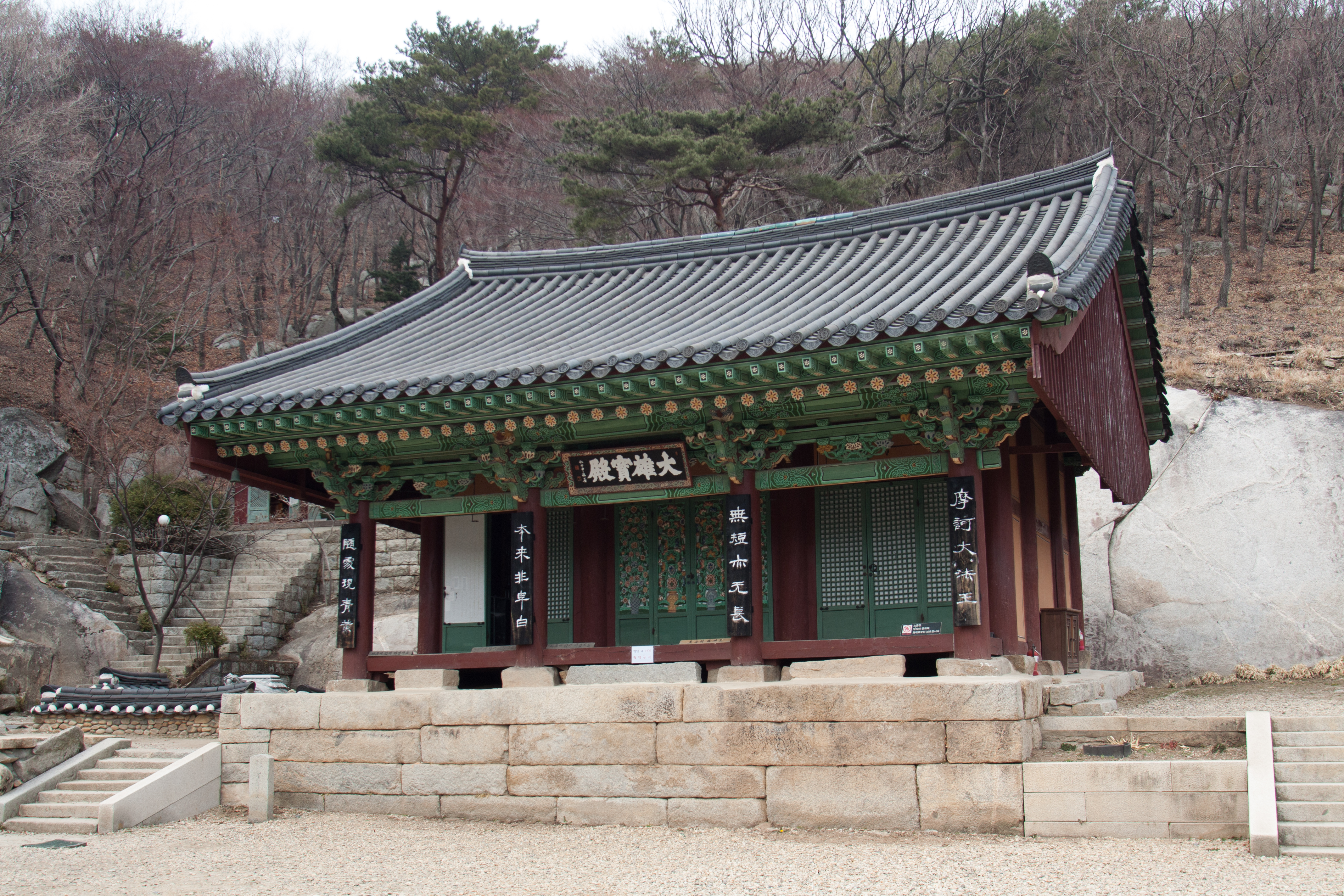
전경
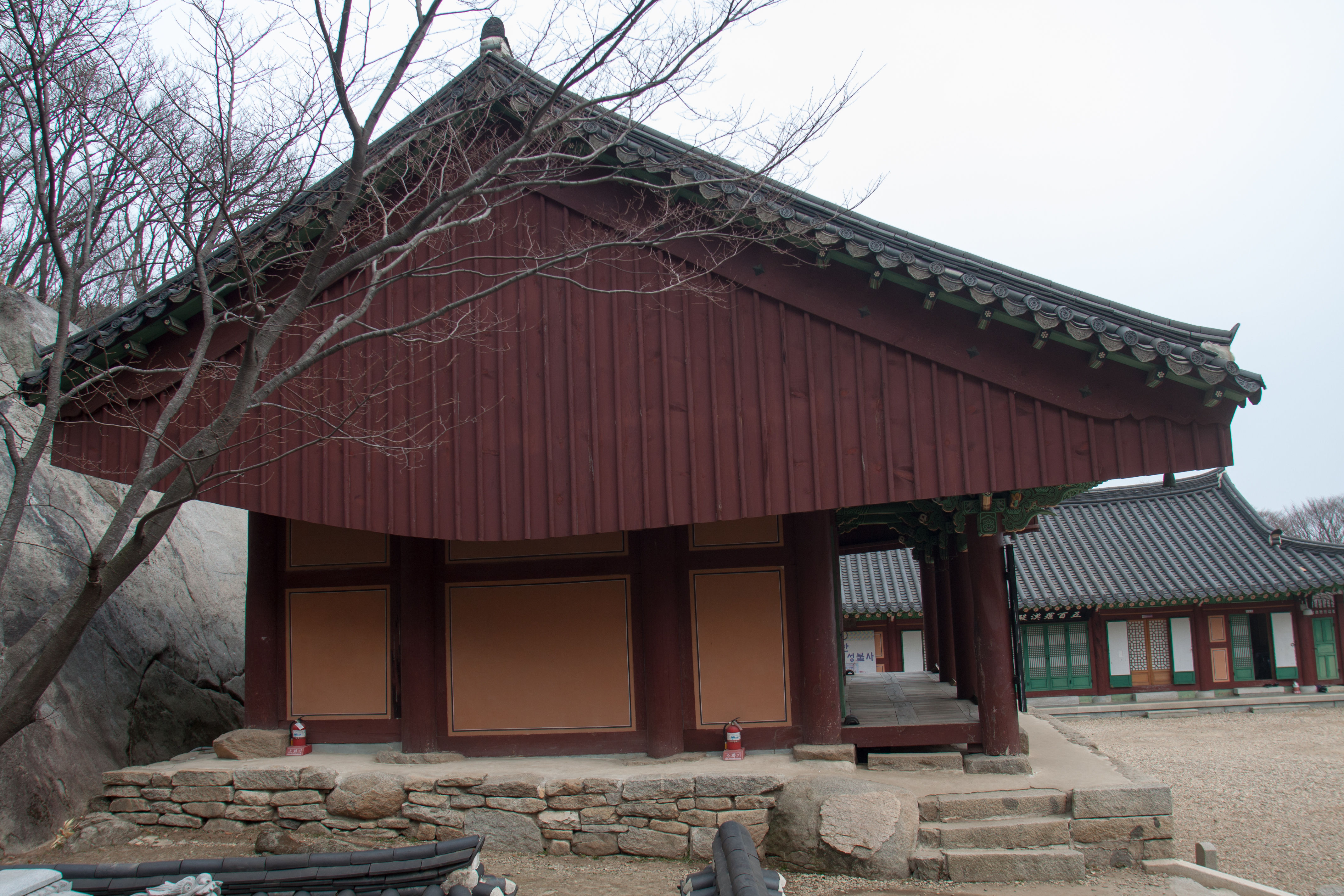
옆 모습
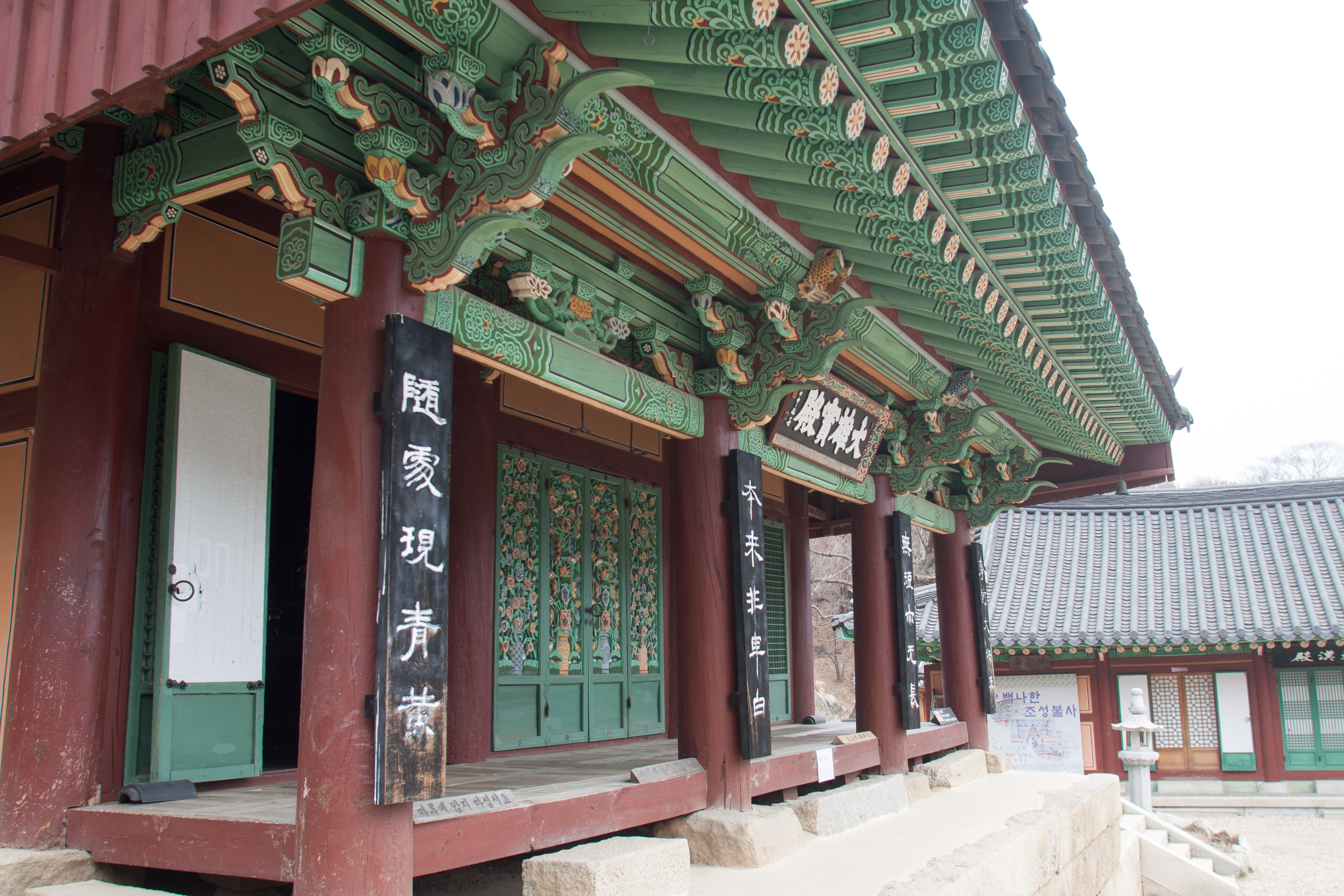
마루
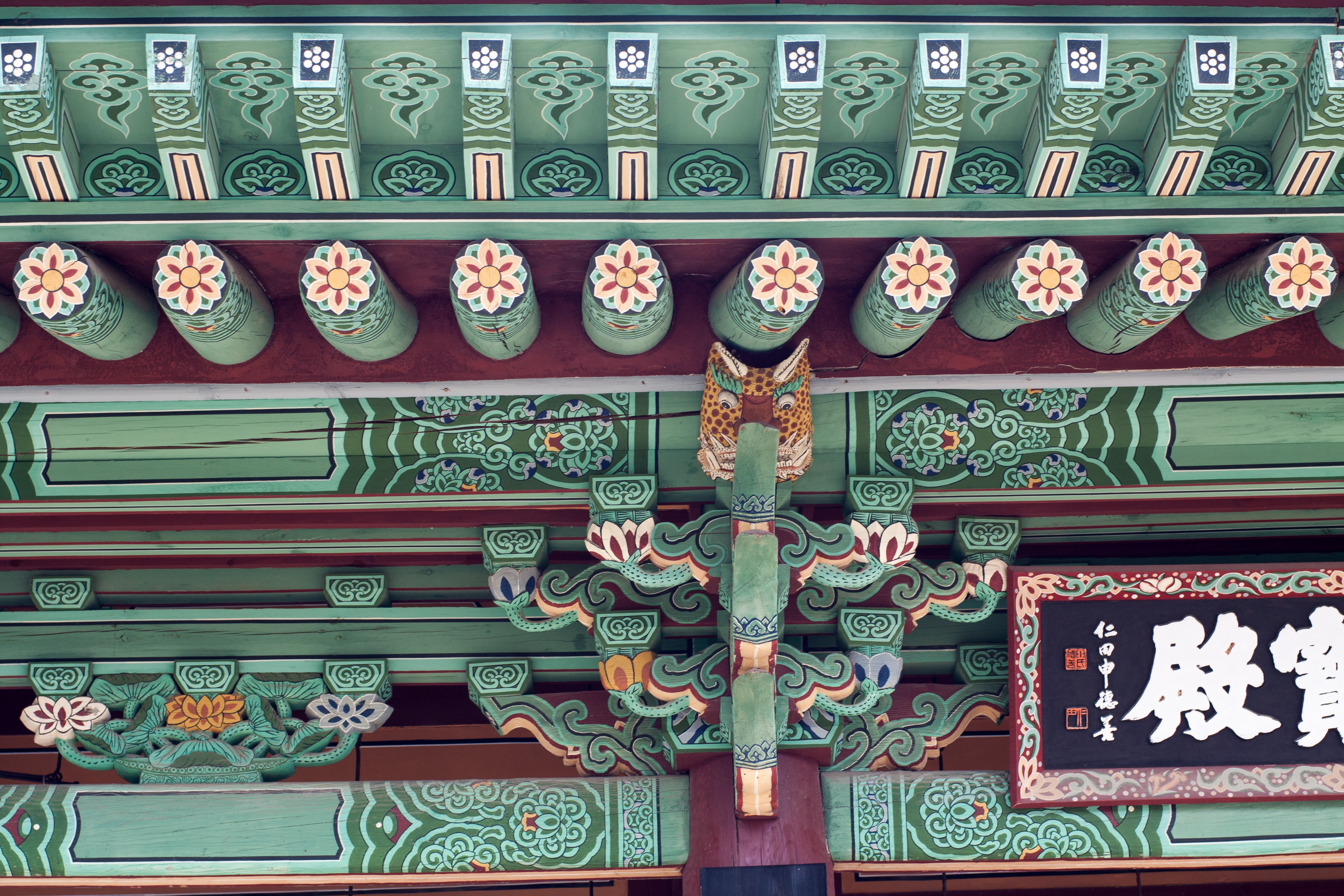
주심포 양식 공포(栱包)
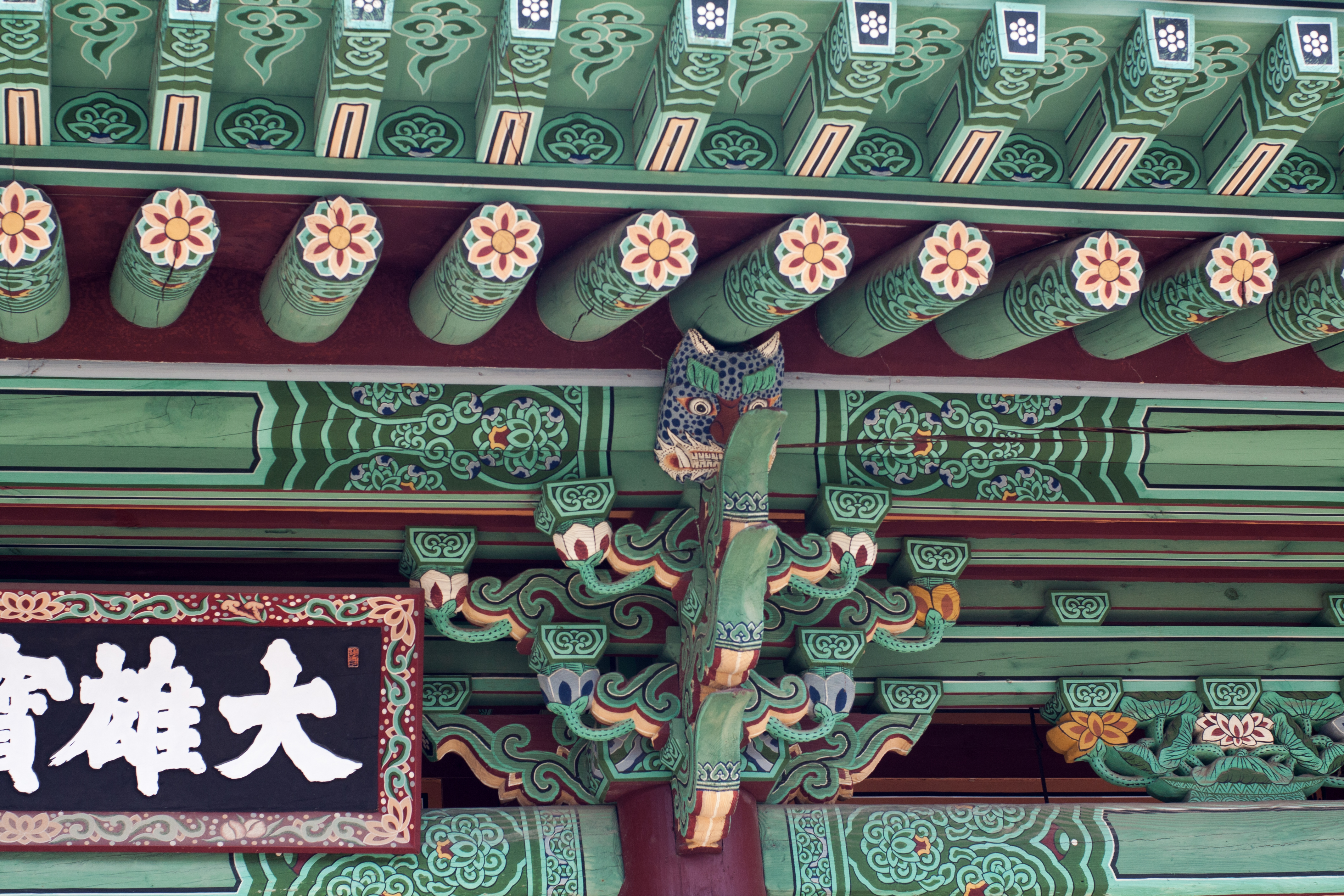
공포
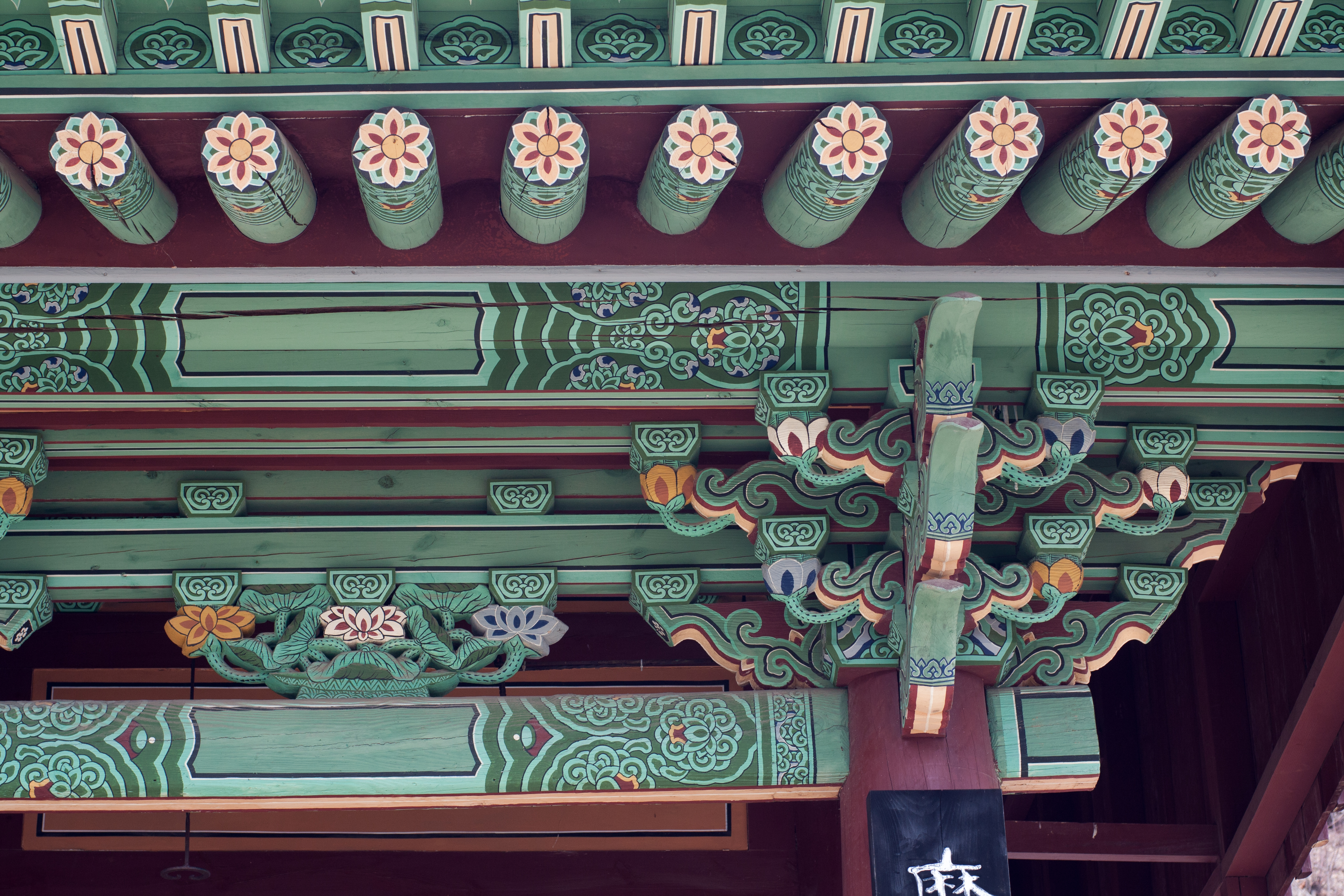
공포
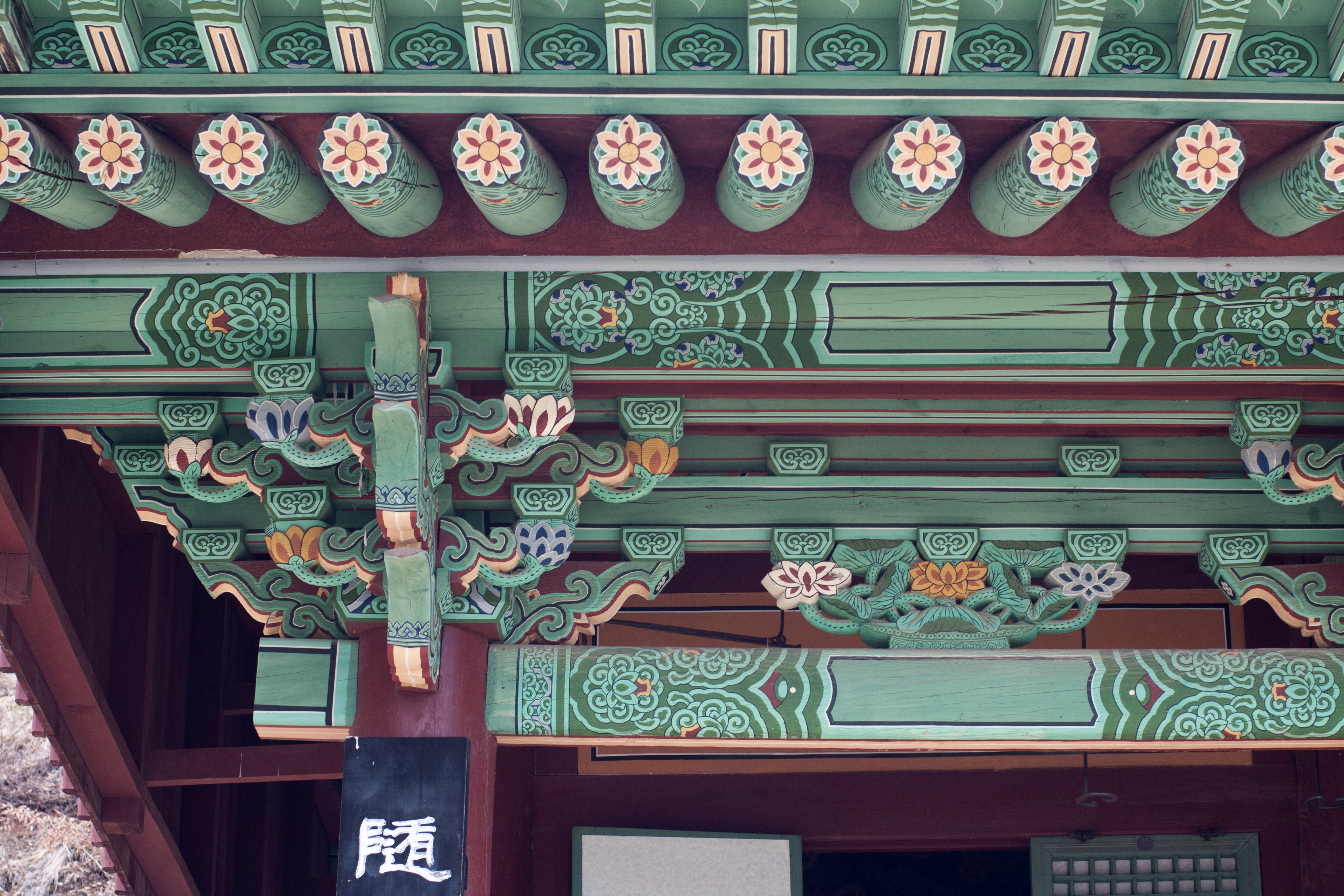
공포

## 참고 자료
- 강화 정수사 법당 - 국가유산청 국가유산포털
- 인천역사문화총서40, 《인천의 문화유산을 찾아서》, 인천광역시 역사자료관, 정수사 법당, 20-21쪽